# Gouvernement Šarec
République de Slovénie
Cerar Janša III
Le gouvernement Šarec (en slovène : 13. vlada Republike Slovenije) est le gouvernement de la république de Slovénie entre le 13 septembre 2018 et le 13 mars 2020, durant la 8e législature de l'Assemblée nationale.
Il est dirigé par le social-libéral Marjan Šarec, arrivé deuxième des élections de 2018. Composé d'une coalition minoritaire de cinq partis de centre gauche, il succède au gouvernement de Miro Cerar et cède le pouvoir au troisième gouvernement de centre droit de Janez Janša, vainqueur du scrutin de 2018.

## Historique
Dirigé par le nouveau président du gouvernement social-libéral Marjan Šarec, ce gouvernement est constitué et soutenu par une coalition de centre gauche entre la Liste de Marjan Šarec (LMŠ), les Sociaux-démocrates, le Parti du centre moderne (SMC), le Parti d'Alenka Bratušek (SAB) et le Parti démocrate des retraités slovènes (DeSUS). Ensemble, ils disposent de 43 députés sur 90, soit 47,8 % des sièges de l'Assemblée nationale. Ils bénéficient du soutien sans participation de La Gauche (Levica), qui dispose de 9 députés, soit 10 % des sièges de l'Assemblée.
Il est formé à la suite des élections législatives du 3 juin 2018.
Il succède donc au gouvernement de centre gauche de Miro Cerar, constitué et soutenu par une coalition entre le SMC, le DeSUS et les SD.

### Formation
Les législatives sont remportés par le Parti démocratique slovène (SDS) de l'ancien président du gouvernement Janez Janša, auteur d'une campagne nationaliste et aux accents xénophobe soutenue par le controversé Premier ministre hongrois Viktor Orbán, et marquées par l'effondrement du SMC au pouvoir. Arrivé deuxième et considéré comme le plus à même de rassembler une majorité, Marjan Šarec réaffirme ne pas avoir l'intention de s'associer avec le SDS.
Le 16 août suivant, Šarec est effectivement investi président du gouvernement par l'Assemblée nationale, recueillant 55 voix favorables après avoir formé une coalition de cinq partis et obtenu le soutien sans participation de La Gauche,. L'accord de coalition entre la LMŠ, les SD, le SMC, le SAB et le DeSUS est signé le 29 août et la liste des 16 ministres — dans laquelle figurent deux prédécesseurs de Šarec, Miro Cerar et Alenka Bratušek — est dévoilée le lendemain,.
Le nouvel exécutif remporte le vote de confiance le 13 septembre suivant, par 45 voix favorables et 34 contre lors d'un vote à bulletins secrets après neuf heures de débat à l'Assemblée nationale.

### Démission et succession
La Gauche annonce le 6 novembre 2019 la rupture de son partenariat avec le gouvernement, après que les partenaires de la coalition ont accepté de soutenir sa proposition de loi de suppression des assurances complémentaires moyennant plusieurs amendements.
Après que le ministre des Finances Andrej Bertoncelj (sl) a remis sa démission le 27 janvier 2020 pour signifier son opposition au projet de loi de finances, Marjan Šarec renonce à son tour à diriger la Slovénie, arguant ne pas pouvoir « répondre aux attentes du peuple », notamment dans le domaine du système de santé. Il se dit alors favorable à la convocation d'élections législatives anticipées,.
Le 25 février, Janez Janša conclut un accord de partenariat entre le SDS, le SMC, Nouvelle Slovénie (NSi) et le DeSUS qui lui confère une majorité absolue. Il est investi président du gouvernement le 3 mars et forme son troisième gouvernement dix jours plus tard.

## Composition

### Initiale (13 septembre 2018)
| Fonction                                                                                       | Titulaire | Titulaire                                         | Parti |
| ---------------------------------------------------------------------------------------------- | --------- | ------------------------------------------------- | ----- |
| Président du gouvernement                                                                      |           | Marjan Šarec                                      | LMŠ   |
| Vice-président du gouvernement Ministre des Affaires étrangères                                |           | Miro Cerar                                        | SMC   |
| Vice-présidente du gouvernement Ministre des Infrastructures                                   |           | Alenka Bratušek                                   | SAB   |
| Vice-président du gouvernement Ministre de la Défense                                          |           | Karl Erjavec                                      | DeSUS |
| Vice-président du gouvernement Ministre des Finances                                           |           | Andrej Bertoncelj                                 | LMŠ   |
| Vice-président du gouvernement Ministre de l'Éducation, de la Science et des Sports            |           | Jernej Pikalo                                     | SD    |
| Ministre de la Culture                                                                         |           | Dejan Prešiček (jusqu'au 08/03/2019) Zoran Poznič | SD    |
| Ministre de l'Agriculture, des Forêts et de l'Alimentation                                     |           | Aleksandra Pivec                                  | DeSUS |
| Ministre du Développement économique et de la Technologie                                      |           | Zdravko Počivalšek                                | SMC   |
| Ministre de l'Environnement et de l'Aménagement du territoire                                  |           | Jure Leben                                        | SMC   |
| Ministre de la Santé                                                                           |           | Samo Fakin                                        | LMŠ   |
| Ministre de l'Intérieur                                                                        |           | Boštjan Poklukar                                  | LMŠ   |
| Ministre de la Justice                                                                         |           | Andreja Katič                                     | SD    |
| Ministre du Travail, de la Famille, des Affaires sociales et de l'Égalité des chances          |           | Ksenija Klampfer                                  | SMC   |
| Ministre de l'Administration publique                                                          |           | Rudi Medved                                       | LMŠ   |
| Ministre sans portefeuille Chargé des Slovènes de l'étranger                                   |           | Peter Jožef Česnik                                | SAB   |
| Ministre sans portefeuille Chargé du Développement, des Projets stratégiques et de la Cohésion |           | Marko Bandelli (jusqu'au 21/12/2019) Iztok Purič  | SAB   |

### Remaniement du 29 mars 2019
| Fonction                                                                                       | Titulaire | Titulaire                                                                                            | Parti |
| ---------------------------------------------------------------------------------------------- | --------- | --- | ----- |
| Président du gouvernement                                                                      |           | Marjan Šarec                                                                                         | LMŠ   |
| Vice-président du gouvernement Ministre des Affaires étrangères                                |           | Miro Cerar                                                                                           | SMC   |
| Vice-présidente du gouvernement Ministre des Infrastructures                                   |           | Alenka Bratušek                                                                                      | SAB   |
| Vice-président du gouvernement Ministre de la Défense                                          |           | Karl Erjavec                                                                                         | DeSUS |
| Vice-président du gouvernement (jusqu'au 27/01/2020) Ministre des Finances                     |           | Andrej Bertoncelj (jusqu'au 27/01/2020) Marjan Šarec (intérim)                                       | LMŠ   |
| Vice-président du gouvernement Ministre de l'Éducation, de la Science et des Sports            |           | Jernej Pikalo                                                                                        | SD    |
| Ministre de la Culture                                                                         |           | Zoran Poznič                                                                                         | SD    |
| Ministre de l'Agriculture, des Forêts et de l'Alimentation                                     |           | Aleksandra Pivec                                                                                     | DeSUS |
| Ministre du Développement économique et de la Technologie                                      |           | Zdravko Počivalšek                                                                                   | SMC   |
| Ministre de l'Environnement et de l'Aménagement du territoire                                  |           | Simon Zajc                                                                                           | SMC   |
| Ministre de la Santé                                                                           |           | Aleš Šabeder                                                                                         | LMŠ   |
| Ministre de l'Intérieur                                                                        |           | Boštjan Poklukar                                                                                     | LMŠ   |
| Ministre de la Justice                                                                         |           | Andreja Katič                                                                                        | SD    |
| Ministre du Travail, de la Famille, des Affaires sociales et de l'Égalité des chances          |           | Ksenija Klampfer                                                                                     | SMC   |
| Ministre de l'Administration publique                                                          |           | Rudi Medved                                                                                          | LMŠ   |
| Ministre sans portefeuille Chargé des Slovènes de l'étranger                                   |           | Peter Jožef Česnik                                                                                   | SAB   |
| Ministre sans portefeuille Chargé du Développement, des Projets stratégiques et de la Cohésion |           | Iztok Purič (jusqu'au 07/10/2019) Alenka Bratušek (intérim) Angelika Mlinar (à partir du 19/12/2019) | SAB   |